# Trevon Bluiett
Trevon Nykee Bluiett (ur. 4 listopada 1994 w Indianapolis) – amerykański koszykarz, występujący na pozycjach rzucającego obrońcy lub niskiego skrzydłowego, obecnie zawodnik MKS-u Dąbrowa Górnicza.
W 2013 zdobył srebrny medal podczas turnieju Adidas Nations. W 2014 wziął udział w meczu gwiazd amerykańskich szkół średnich - Derby Classic, został też zaliczony do I składu Parade All-American. W 2017 wystąpił w turnieju Adidas Nations Counselors.
22 sierpnia 2019 zawarł umowę z Utah Jazz. 12 października opuścił klub.
18 sierpnia 2022 został zawodnikiem MKS-u Dąbrowa Górnicza.

## Osiągnięcia
Stan na 31 sierpnia 2022, na podstawie, o ile nie zaznaczono inaczej.
NCAA
- Uczestnik rozgrywek:
  - Elite 8 turnieju NCAA (2017)
  - Sweet 16 turnieju NCAA (2015, 2017)
  - II rundy turnieju NCAA (2015–2018)
- Mistrz sezonu regularnego konferencji Big East (2018)
- MVP turnieju Puerto Rico Tip-Off Classic (2017)
- Zaliczony do:
  - I składu:
    - Big East (2016–2018)
    - turnieju:
      - Big East (2016–2018)
      - Advocare Invitational (2016)
      - Puerto Rico Tip-Off Classic (2017)

    - debiutantów Big East (2015)

  - II składu All-American (2018)
  - składu honorable mention All-American (2016 przez Associated Press)
- Zawodnik tygodnia Big East (20.12.2017)
- Lider Big East w liczbie:
  - celnych (91) i oddanych (245) rzutów za 3 punkty (2017)
  - oddanych rzutów wolnych (199 – 2017, 197 – 2018)
  - średniej rozegranych minut (35,1 – 2017)